# Jingyang (köpinghuvudort i Kina, Hubei Sheng, lat 30,37, long 110,00)
Jingyang (kinesiska: 景阳, 景阳镇) är en köpinghuvudort i Kina. Den ligger i provinsen Hubei, i den centrala delen av landet, omkring 410 kilometer väster om provinshuvudstaden Wuhan. Antalet invånare är 34 906. Befolkningen består av 16 872 kvinnor och 18 034 män. Barn under 15 år utgör 17,0 %, vuxna 15-64 år 72 %, och äldre över 65 år 10,0 %.
Runt Jingyang är det ganska tätbefolkat, med 192 invånare per kvadratkilometer. Närmaste större samhälle är Huaping, 8,4 km norr om Jingyang. I omgivningarna runt Jingyang växer i huvudsak blandskog.
Genomsnittlig årsnederbörd är 1 647 millimeter. Den regnigaste månaden är september, med i genomsnitt 273 mm nederbörd, och den torraste är december, med 22 mm nederbörd.